# Universität Ioannina

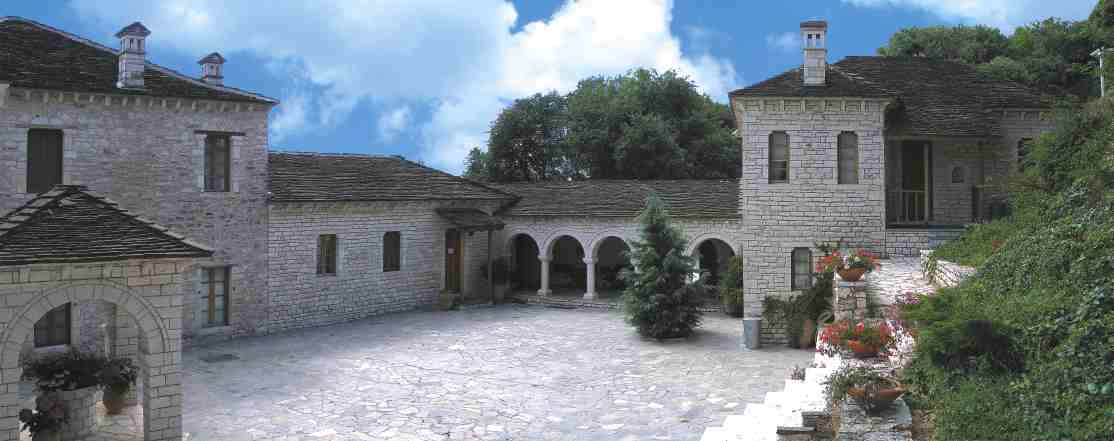
Universität Ioannina, ehemaliges Kloster

Die Universität Ioannina (griechisch: Πανεπιστήμιο Ιωαννίνων, Panepistimio Ioanninon) ist eine staatliche griechische Campusuniversität auf einem modernen 850 Hektar großen Campus, sechs Kilometer südlich der nordgriechischen Stadt Ioannina. Zum Campus gehört auch das Kloster Dourouti aus dem 18. Jahrhundert.
Seit dem Jahr 2001 beherbergt der Campus das Biomedical Research Institute des griechischen Forschungszentrums FORTH.
Die Universität ist Mitglied im Netzwerk der Balkan-Universitäten (Albanien, Bosnien-Herzegowina, Bulgarien, Griechenland, Kosovo, Kroatien, Rumänien, Serbien, Slowenien, Türkei, Nordmazedonien, Republik Moldau und Montenegro).

## Fakultäten
- Erziehungswissenschaften
- Humanwissenschaften
- Medizin
- Naturwissenschaften
- Rohstoffe & Unternehmensführung

## Persönlichkeiten
Professores
- Alexandros Alexakis (* 1960), Byzantinist
- Theofanis Kakridis (1933–2019), Klassischer Philologe
- Lila Marangou (* 1938), Klassische Archäologin

Alumni
- Günther Steffen Henrich (1938–2024), Byzantinist und Neogräzist

Doctores honoris causa
- Linos G. Benakis (* 1928), Philosoph
- Werner Beierwaltes (1931–2019), Philosoph
- Karen Gloy (* 1941), Philosophin